# Dominik Płaza
Dominik Kacper Płaza (ur. 6 stycznia 1980 w Sandomierzu) – polski archeolog i muzealnik. W latach 2018–2020 dyrektor Muzeum Okręgowego w Sandomierzu, od 2020 dyrektor Muzeum Archeologicznego i Etnograficznego w Łodzi.

## Życiorys
Absolwent II Liceum Ogólnokształcącego im. Tadeusza Kościuszki w Sandomierzu, a następnie Uniwersytetu Łódzkiego w 2005. W 2015 uzyskał stopień doktora w Instytucie Archeologii i Etnologii Polskiej Akademii Nauk pod kierunkiem prof. Zofii Sulgostowskiej. W 2018 wygrał konkurs i tym samym został powołany przez marszałka województwa świętokrzyskiego na stanowisko dyrektora Muzeum Okręgowego w Sandomierzu. W 2020 wygrał konkurs na stanowisko dyrektora Muzeum Archeologicznego i Etnograficznego w Łodzi, funkcję tę pełni do dziś.